# Albert Alexander Blakeney
Albert Alexander Blakeney (ur. 28 września 1850, zm. 15 października 1924 w Baltimore, Maryland) – amerykański polityk związany z Partią Republikańską. Dwukrotnie, najpierw w latach 1901–1903 i ponownie w latach 1921–1923, był przedstawicielem drugiego okręgu wyborczego w stanie Maryland w Izbie Reprezentantów Stanów Zjednoczonych.